# Joaquim Pais de Abranches
Joaquim Pais de Abranches (Nelas, Carvalhal Redondo, Carvalhal Redondo, 14 de Maio de 1837, bap. 24 - ?) foi 
um político português.

## Biografia
Era filho de Adriano de Abranches do Amaral (Nelas, Carvalhal Redondo, Carvalhal Redondo, Quinta atrás do chafariz da feira franca, e exposto na Roda de Viseu - ?) e de sua mulher (Mangualde, Cunha Baixa) Felícia Rosa (Mangualde, Cunha Baixa, Cunha Baixa - ?), neto paterno do Padre Joaquim José da Cunha (Nelas, Carvalhal Redondo, Carvalhal Redondo - ?), seu Padrinho, e de Josefa Margarida (Nelas, Carvalhal Redondo, Carvalhal Redondo), solteira, e neto materno de Bernardo Pais da Cunha (Mangualde, Cunha Baixa, onde ambos eram moradores) e de sua mulher Maria Rita (Mangualde, Quintela de Azurara, Azurara - ?), sua Madrinha.
Era Bacharel formado em Direito pela Faculdade de Direito da Universidade de Coimbra a 20 de Junho de 1863, especializado na área de Direito Administrativo, e cedo entrou na vida pública.
Em 1865 foi nomeado Administrador do Concelho de Mangualde, e, depois, do de Tondela, onde se manteve até 1870. Nesse ano, foi ocupar o lugar de Secretário-Geral do Governo Civil do Distrito de Viseu, cargo de que foi exonerado a seu pedido em 1871.
Ligado ao Partido Progressista, foi Governador Civil do Distrito da Guarda de 9 de Junho de 1879 a 21 de Janeiro de 1880.
Em 1879, iniciou a carreira parlamentar, com a eleição pelo Círculo Eleitoral Uninominal de Santa Comba Dão, de que prestou juramento a 17 de Janeiro de 1880, embora, nas eleições de 1878, se houvesse candidatado pelo mesmo Círculo Eleitoral e perdido, por menos de 300 votos, para Fortunato Vieira das Neves. A prestação parlamentar de Joaquim Pais de Abranches foi, essencialmente, burocrática, já que a sua presença no hemiciclo se limitou ao envio de requerimentos ou representações, e ao anúncio da entrega de Pareceres dalgumas Comissões Parlamentares, de que foi Relator. Assim, para além dum protesto contra as prepotências da Companhia dos Caminhos de Ferro da Beira Alta sobre os Proprietários de Mortágua, a 1 de Junho de 1880, só podem destacar-se os três Projectos de Lei que apresentou em 1880: a 26 de Abril, a fim de alterar uma norma do Código de Processo Civil, por forma a que as custas dos processos de despejo dos camponeses arrendatários ficassem a seu cargo, numa clara defesa dos interesses dos Proprietários fundiários; a 25 de Maio, com o propósito de modificar as Circunscrições Eleitorais de Mortágua e Penacova; e a 1 de Junho, para ser autorizada a transferência de verbas da viação municipal para o calcetamento de ruas em São João de Areias, na sequência duma Representação da respectiva Câmara Municipal. Seguiu-se um interregno de mais de doze anos.
Foi Governador Civil do Distrito de Viseu de 27 de Fevereiro de 1886 a 11 de Fevereiro de 1888.
Entretanto, a 3 de Outubro de 1887, passou a integrar os Quadros do Funcionalismo Público, como Chefe da 1.ª Repartição das Contribuições Directas.
Em data desconhecida de 1888, foi agraciado com a Carta de Conselho, tendo recusado outras mercês que lhe foram propostas.
Foi Governador Civil do Distrito de Braga de 20 de Dezembro de 1888 a 13 de Janeiro de 1890. Neste Distrito, apoiou a chamada "Guarda Nova", uma facção local dos Progressistas.
Só voltou ao Parlamento através duma eleição suplementar, no Círculo Plurinominal de Viseu, em 1894, tendo tomado posse a 26 de Outubro do mesmo ano. Em 1897, saiu eleito pelo Círculo Uninominal de Tondela, e, em 1899, pelo Círculo Uninominal de Moimenta da Beira, de que prestou juramento a 30 de Junho de 1897 e a 10 de Janeiro de 1900, respectivamente. Estes anos pouco diferiam dos referidos de 1880 e 1881, tendo desempenhado o cargo de Secretário da Câmara dos Deputados nas Sessões Legislativas de 1897, 1899 e 1900.
Entretanto, transitou, a 30 de Junho de 1898, para Chefe da Repartição do Gabinete do Ministro da Fazenda, cargo de que foi exonerado a 25 de Junho de 1900, data coincidente com a queda do Ministério Progressista.
A 21 de Junho de 1900, foi nomeado Director e Secretário-Geral da Câmara dos Deputados.
Foi, ainda, Administrador dos Caminhos de Ferro do Estado.